# Grêgôriô thành Nazianzus
Grêgôriô thành Nazianzô (329 - 25 tháng 1, 389 hoặc 390), còn được gọi là Grêgôriô Nhà thần học hay Grêgôriô Nazianzênô hoặc Grêgôriô Nazianzen (tiếng Hy Lạp: Γρηγόριος Ναζιανζηνός Grēgorios Nazianzēnos) là một Tổng giám mục thành Constantinopolis thế kỷ thứ 4. Ông được xem là một trong những Giáo phụ điển hình về tài hùng biện.:xxi Là một nhà triết học và nhà giảng thuyết được huấn luyện cách kinh điển, ông đã tích hợp triết học Hy Lạp vào Giáo hội, là một điển hình trong số các chức sắc và nhà thần học Byzantine.:xxiv
Grêgôriô có tác động quan trọng lên khuôn mẫu của thần học về Ba Ngôi, trong cả phạm vi tiếng Hy Lạp và tiếng Latinh. Nhiều tác phẩm thần học của ông tiếp tục ảnh hưởng tới các nhà thần học ngày nay, đặc biệt về vấn đề sự tương quan giữa ba Ngôi vị.
Grêgôriô là một vị thánh được tôn kính trong cả Kitô giáo Đông phương và Tây phương. Cùng với hai anh em Basiliô Cả và Grêgôriô thành Nyssa, ông được biết đến là Giáo phụ miền Cappadocia. Trong Công giáo Rôma, ông được coi là Tiến sĩ Hội thánh; trong Chính Thống giáo Đông phương và Công giáo Đông phương, ông được tôn vinh là một trong Tam Thành Thánh Giả cùng với Basiliô Cả và Gioan Kim Khẩu.